# Mlha nad Atlantikem
Mlha nad Atlantikem je kniha českého spisovatele Františka Běhounka. Obsahuje dvě dobrodružné novely s námořní tematikou (Dva hoši ve člunu, Škuner Cod Seeker) motivované mlhou a odehrávající se v době mezi dvěma světovými válkami v Kanadě. Knihu vydalo roku 1969 nakladatelství Růže v Českých Budějovicích s ilustracemi Václava Junka jako sedmý svazek edice  Statečná srdce.

## Obsah jednotlivých novel

### Dva hoši ve člunu
Hlavními hrdiny první novely jsou dva chlapci Archie a Johnny Belvinovi, bratři z malé rybářské vesnice Pidgeon Island na labradorském pobřeží. Oba pomáhají svým rodičům s obstaráním obživy a přitom zažívají různé napínavé příhody, například s rosomákem nebo s uprchlým vrahem. Mladší Archie se dokonce zraní a utrpí otřes mozku při sbírání ptačích vajec na blízkém ostrově.
Jednoho dne se chlapci ve svém člunu vydají na lov ryb, v mlze však zabloudí. Všichni muži z vesnice se je vydají na moře hledat, ale marně. Archie se nachladí a dostane horečku a nakonec upadne do bezvědomí. Johnnymu se však díky jeho vůli a houževnatosti podaří celkem po čtyřech dnech doplout do čtyřicet námořních mil od Pidgeon Islandu vzdálené rybářské osady St. Augustine, kde Archiemu pomohou a pak chlapce odvezou domů.

### Škuner Cod Seker
Druhá novela knihy se odehrává dva roky po událostech vyprávěných v první. Opět se zde setkáváme s mladíkem Jonnym Belvinem plujícím se svým otcem na škuneru Cod Seeker, který je na lovu tresek. Zastihne je orkán a následně loď obklopí hustá mlha, ve které škuner narazí na útes. Nezvěstných zůstane jedenáct mužů včetně Jonnyho a jeho otce, kteří se octnou ve vzduchové bublině dosud plovoucího vraku, protože škuner se při nájezdu na skalisko sice převrátil na bok, ale pod hladinu neklesl. V neustálém nebezpečí zde oba stráví několik dnů, než je zachrání kolem plující loď.